# E.T. (personaggio)
E.T. è un personaggio immaginario, l'extraterrestre protagonista dell'omonimo film, creato da Steven Spielberg, Melissa Mathison e Carlo Rambaldi. Nel film, E.T. viene accidentalmente lasciato sulla Terra, dove fa amicizia con il bambino Elliott Taylor che, insieme ai suoi amici e alla sua famiglia, cerca di aiutare E.T. a tornare tra i suoi simili.
Dall'uscita del film, è divenuto uno dei più grandi personaggi del cinema di fantascienza e uno dei personaggi più iconici dei film di Spielberg.

## Caratterizzazione
Spielberg e Mathison erano d'accordo che E.T. doveva essere brutto, ma non spaventoso, come "una tartaruga senza guscio. L'amore e l'affetto che volevamo dimostrare non si basava sull'essere carini." È stato concepito come un alieno molto basso (1 m circa - 1,4 m a collo esteso), con la testa grande (lunga mezzo metro) e rugosa, il corpo paffuto, le braccia molto lunghe con quattro dita per mano, e le gambe molto corte con tre dita per piede. È una creatura bipede con un'andatura simile a quella di un pinguino, ma può ricorrere anche alla camminata sulle nocche. A detta del direttore della fotografia Allen Daviau, le luci di scena miglioravano l'aspetto dell'alieno e, dopo molte prove, la sua pelle è stata resa marrone. A differenza di molti alieni ostili dei film precedenti, E.T. è un essere senziente, introverso, premuroso, gentile, comprensivo e mite. Essendo uno scienziato sul suo pianeta natale, è un alieno molto intelligente, capace di adattarsi rapidamente, di inventare il suo dispositivo di comunicazione per "chiamare casa" attraverso alcuni oggetti terrestri (compreso un Speak & Spell) e imparare a parlare un po' della lingua umana in un solo giorno, ma anche infantile e curioso, poiché dimostra un cauto interesse verso le cose terrestri e capisce che la specie umana non è troppo diversa dalla sua. 
E.T. ha alcuni poteri soprannaturali. Primo tra questi è la telepatia: il suo cuore e i suoi polmoni emanano una luce rossa biologica come indicativo che sta comunicando con i suoi simili; inoltre, trasmette le proprie sensazioni al suo amico Elliott attraverso una connessione empatica. E.T. possiede anche un potere di guarigione, grazie al quale può rinvigorire una pianta con la forza del pensiero, e richiudere una ferita sanguinante illuminando il suo dito indice. L'ultimo e più noto di questi poteri è la telecinesi, che consente a E.T. di spostare, levitare e volare diversi oggetti (dalle palline di pongo alle biciclette).

## Concezione e sviluppo
Dopo il divorzio dei suoi genitori negli anni '60, Spielberg aveva concepito un alieno come suo amico immaginario per trovare conforto. Pensò a un sequel per Incontri ravvicinati del terzo tipo (1977), sviluppando un progetto fantascientifico con tratti horror chiamato Night Skies, in cui una famiglia veniva terrorizzata da alieni malvagi. Raccontò questa idea alla sceneggiatrice Melissa Mathison, e inventò una sotto-trama in cui l'unico alieno amichevole concepito nella storia fa amicizia con un bambino autistico. L'abbandono dell'alieno sulla Terra nella sceneggiatura venne usato come spunto per E.T.. In meno di due mesi, Mathison scrisse la prima bozza della sceneggiatura, intitolata E.T. and Me (E.T. e io), che fu riscritta altre due volte. Nel 1978 annunciò che avrebbe girato un film sull'amico alieno intitolato Growing Up (Crescere), che però venne accantonato. Il progetto fu rifiutato dalla Columbia Pictures, dubbiosa sul suo potenziale commerciale, ma alla fine la Universal Pictures acquistò la sceneggiatura per 1 milione di dollari.

### Progettazione

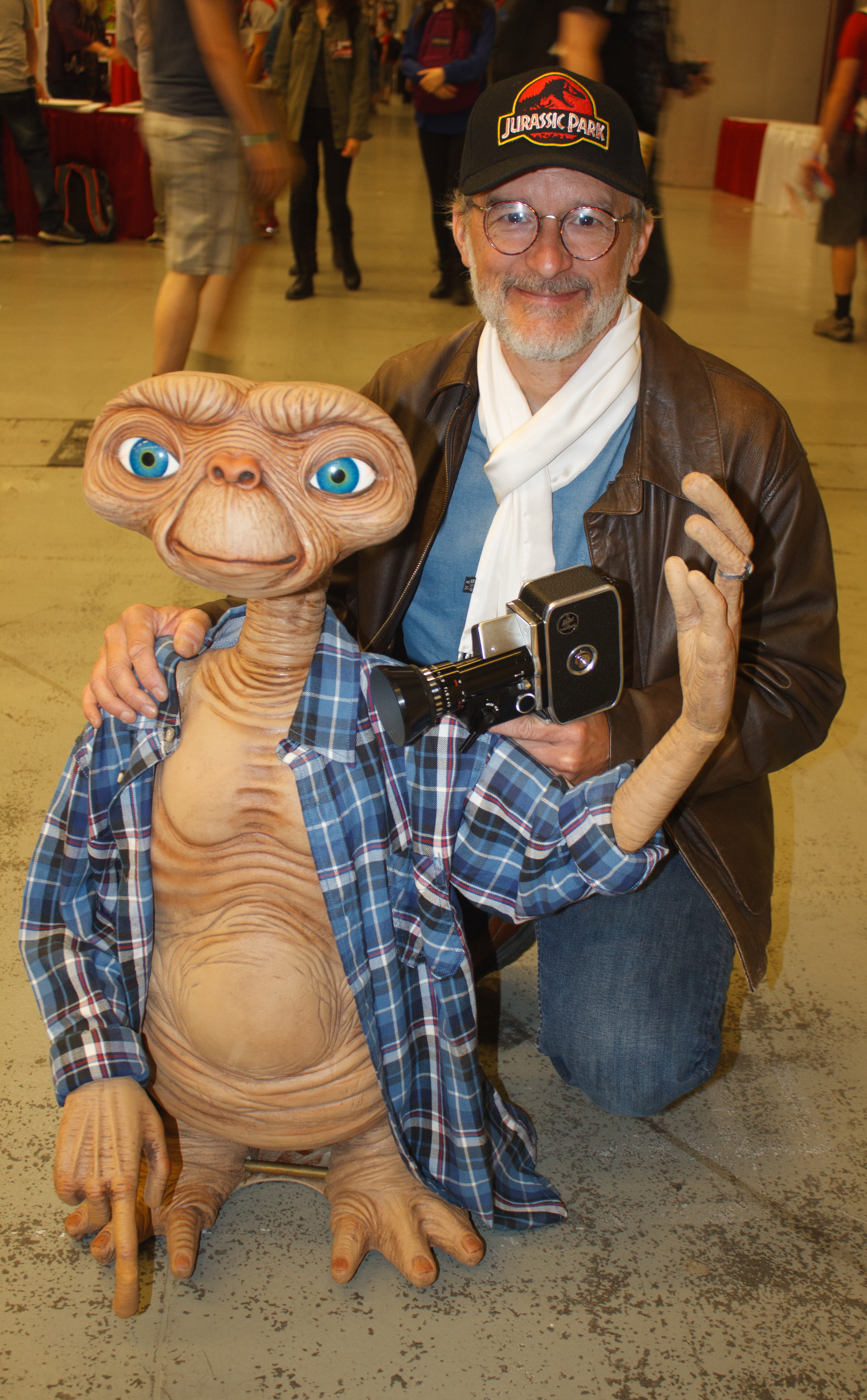
Steven Spielberg con una riproduzione di E.T. nel 2016.

Carlo Rambaldi, che ha collaborato con Spielberg creando gli alieni di Incontri ravvicinati del terzo tipo, è stato assunto per creare E.T. partendo dall'arte concettuale e poi in forma di pupazzo meccanico tramite animatronica. L'alieno fu dotato di un collo estensibile e il suo volto è stato basato su quelli di Albert Einstein, Carl Sandburg ed Ernest Hemingway con il muso di un carlino. La produttrice Kathleen Kennedy, che aveva visitato lo Jules Stein Eye Institute di Los Angeles per studiare gli occhi, sia veri che artificiali, assunse il personale dell'istituto per creare i grandi occhi azzurri di E.T., che furono ritenuti importanti per coinvolgere il pubblico. Furono create quattro teste, quasi tutte animatroniche per le espressioni facciali, il cui volto veniva controllato da una squadra di tecnici, e un costume da far indossare agli attori nani Tamara De Treaux e Pat Bilon a seconda della scena da girare, e l'allora dodicenne Matthew DeMeritt, nato senza le gambe, che camminava sulle mani e interpretava tutte le scene in cui E.T. camminava goffamente o cadeva. La testa di E.T. veniva piazzata sopra quella degli attori, che potevano vedere attraverso le fessure nel petto. Il pupazzo meccanico fu creato in tre mesi al costo di 1 milione e mezzo di dollari. Spielberg dichiarò che E.T. era "qualcosa che solo una madre poteva amare".

## Accoglienza
Il personaggio ha ricevuto un'ampia accoglienza favorevole da parte della critica e del pubblico, che lo hanno elogiato per la sua natura infantile, la sua personalità comprensiva, l'originalità del suo aspetto fisico, i suoi effetti sonori e le sue emozioni.
La sua frase "E.T. telefono casa" è stata classificata quindicesima nella classifica AFI's 100 Years... 100 Movie Quotes, e quarantottesima nella lista delle 100 più grandi battute cinematografiche secondo la rivista Première. Nel 2023, Comic Book Resources ha classificato E.T. al secondo posto, dietro Indiana Jones, nella lista dei 10 personaggi più iconici dei film di Steven Spielberg, scrivendo "Nonostante non sia altro che un burattino animatronico dietro le quinte, E.T. è uno dei personaggi più amati e riconoscibili della vasta filmografia di Steven Spielberg. Il linguaggio limitato dell'extraterrestre non gli impedisce di affascinare immediatamente il pubblico con la sua dolce personalità e il suo tocco curativo". Nella classifica dei 10 migliori personaggi dei film di Spielberg secondo Movieplayer.it, E.T. occupa la terza posizione.

## Altri media

### A Holiday Reunion(2019)
È uno spot pubblicitario trasmesso il 28 novembre 2019 dalla NBC e diretto da Lance Acord, che questi lo definì come un "cortometraggio sequel" del film originale. Lo spot ha come protagonista Henry Thomas, che riprende il ruolo di Elliott Taylor, ora adulto con moglie e due figli. Il corto segue E.T. mentre ritorna da Elliott durante il periodo natalizio e si concentra sull'importanza di riunire la famiglia.

### Libri
In E.T. Il libro del Pianeta Verde, romanzo sequel del film scritto da William Kotzwinkle e pubblicato nel 1985, E.T. ritorna sul suo pianeta natale, il Pianeta Verde. Sentendo la mancanza di Elliott, inventerà un'astronave per ritornare dal suo amico umano.

### Videogiochi
Atari, Inc. ha prodotto un videogioco basato sul film, assumendo Howard Scott Warshaw per programmare il prodotto, che fu distribuito durante le festività natalizie del 1982. Tuttavia, il videogioco divenne un flop commerciale e fu pesantemente criticato, al punto da essere considerato uno dei peggiori videogiochi mai realizzati per la sua bassissima qualità. Divenne parte della sepoltura dei videogiochi Atari nel 1983.

### Attrazioni in parchi divertimenti
Per il personaggio fu dedicato un parco a tema, E.T. Adventure, basato sul film e ispirato al romanzo E.T. Il libro del Pianeta Verde. L'attrazione ha debuttato agli Universal Studios Florida nel 1990.